# Sheffield (Vermont)
Sheffield és una població dels Estats Units a l'estat de Vermont. Segons el cens del 2000 tenia 727 habitants.

## Demografia
Segons el cens del 2000, Sheffield tenia 727 habitants, 272 habitatges, i 202 famílies. La densitat de població era de 8,6 habitants per km².
Dels 272 habitatges en un 37,9% hi vivien nens de menys de 18 anys, en un 60,3% hi vivien parelles casades, en un 8,5% dones solteres, i en un 25,7% no eren unitats familiars. En el 16,5% dels habitatges hi vivien persones soles el 4% de les quals corresponia a persones de 65 anys o més que vivien soles. El nombre mitjà de persones vivint en cada habitatge era de 2,67 i el nombre mitjà de persones que vivien en cada família era de 2,99.
Per edats la població es repartia de la següent manera: un 27,8% tenia menys de 18 anys, un 5,8% entre 18 i 24, un 31,9% entre 25 i 44, un 24,5% de 45 a 60 i un 10% 65 anys o més.
L'edat mediana era de 36 anys. Per cada 100 dones de 18 o més anys hi havia 105,9 homes.
La renda mediana per habitatge era de 28.125 $ i la renda mediana per família de 31.591 $. Els homes tenien una renda mediana de 27.727 $ mentre que les dones 21.500 $. La renda per capita de la població era de 13.277 $. Entorn del 19% de les famílies i el 22,9% de la població estaven per davall del llindar de pobresa.